# Timișoara
Timișoara (phát âm tiếng Romania: [timiˈʃo̯ara] ⓘ; tiếng Đức: Temeswar, tên cũ là Temeschburg hay Temeschwar, tiếng Hungary: Temesvár, tiếng Serbia: Темишвар/Temišvar, tiếng Thổ Nhĩ Kỳ: Temeşvar), là một thành phố România. Thành phố thủ phủ hạt Timiş. Đây là thành phố lớn thứ 4 quốc gia này. Thành phố Timişoara có dân số 331,927 người (2016), diện tích 130,5 km2. Thành phố có độ cao 90 mét trên mực nước biển.

## Khí hậu
Timișoara có khí hậu đại dương (phân loại khí hậu Köppen Cfb).
| Dữ liệu khí hậu của Timișoara (1961–1990) | Dữ liệu khí hậu của Timișoara (1961–1990) | Dữ liệu khí hậu của Timișoara (1961–1990) | Dữ liệu khí hậu của Timișoara (1961–1990) | Dữ liệu khí hậu của Timișoara (1961–1990) | Dữ liệu khí hậu của Timișoara (1961–1990) | Dữ liệu khí hậu của Timișoara (1961–1990) | Dữ liệu khí hậu của Timișoara (1961–1990) | Dữ liệu khí hậu của Timișoara (1961–1990) | Dữ liệu khí hậu của Timișoara (1961–1990) | Dữ liệu khí hậu của Timișoara (1961–1990) | Dữ liệu khí hậu của Timișoara (1961–1990) | Dữ liệu khí hậu của Timișoara (1961–1990) | Dữ liệu khí hậu của Timișoara (1961–1990) |
| Tháng                                     | 1                                         | 2                                         | 3                                         | 4                                         | 5                                         | 6                                         | 7                                         | 8                                         | 9                                         | 10                                        | 11                                        | 12                                        | Năm                                       |
| ----------------------------------------- | ----------------------------------------- | ----------------------------------------- | ----------------------------------------- | ----------------------------------------- | ----------------------------------------- | ----------------------------------------- | ----------------------------------------- | ----------------------------------------- | ----------------------------------------- | ----------------------------------------- | ----------------------------------------- | ----------------------------------------- | ----------------------------------------- |
| Cao kỉ lục °C (°F)                        | 17.4 (63.3)                               | 20.5 (68.9)                               | 28.2 (82.8)                               | 32.0 (89.6)                               | 34.5 (94.1)                               | 38.4 (101.1)                              | 39.6 (103.3)                              | 41.0 (105.8)                              | 39.7 (103.5)                              | 33.8 (92.8)                               | 27.1 (80.8)                               | 20.2 (68.4)                               | 41.0 (105.8)                              |
| Trung bình ngày tối đa °C (°F)            | 2.3 (36.1)                                | 5.6 (42.1)                                | 11.9 (53.4)                               | 17.6 (63.7)                               | 22.8 (73.0)                               | 25.7 (78.3)                               | 27.8 (82.0)                               | 27.6 (81.7)                               | 24.0 (75.2)                               | 18.1 (64.6)                               | 10.3 (50.5)                               | 4.2 (39.6)                                | 16.5 (61.7)                               |
| Trung bình ngày °C (°F)                   | −1.6 (29.1)                               | 1.2 (34.2)                                | 5.8 (42.4)                                | 11.2 (52.2)                               | 16.3 (61.3)                               | 19.4 (66.9)                               | 21.1 (70.0)                               | 20.4 (68.7)                               | 16.5 (61.7)                               | 11.0 (51.8)                               | 5.6 (42.1)                                | 0.8 (33.4)                                | 10.6 (51.1)                               |
| Tối thiểu trung bình ngày °C (°F)         | −4.8 (23.4)                               | −2.3 (27.9)                               | 1.2 (34.2)                                | 5.8 (42.4)                                | 10.1 (50.2)                               | 13.4 (56.1)                               | 14.6 (58.3)                               | 14.3 (57.7)                               | 11.2 (52.2)                               | 6.2 (43.2)                                | 2.1 (35.8)                                | −1.7 (28.9)                               | 5.8 (42.4)                                |
| Thấp kỉ lục °C (°F)                       | −35.3 (−31.5)                             | −29.2 (−20.6)                             | −20.0 (−4.0)                              | −5.2 (22.6)                               | −5.0 (23.0)                               | 2.2 (36.0)                                | 5.9 (42.6)                                | 5.0 (41.0)                                | −1.9 (28.6)                               | −6.8 (19.8)                               | −15.4 (4.3)                               | −24.8 (−12.6)                             | −35.3 (−31.5)                             |
| Lượng Giáng thủy trung bình mm (inches)   | 40 (1.6)                                  | 36 (1.4)                                  | 37 (1.5)                                  | 48 (1.9)                                  | 65 (2.6)                                  | 76 (3.0)                                  | 64 (2.5)                                  | 50 (2.0)                                  | 40 (1.6)                                  | 39 (1.5)                                  | 48 (1.9)                                  | 50 (2.0)                                  | 593 (23.3)                                |
| Lượng tuyết rơi trung bình cm (inches)    | 9.8 (3.9)                                 | 9.3 (3.7)                                 | 4.4 (1.7)                                 | 0.0 (0.0)                                 | 0.0 (0.0)                                 | 0.0 (0.0)                                 | 0.0 (0.0)                                 | 0.0 (0.0)                                 | 0.0 (0.0)                                 | 0.0 (0.0)                                 | 3.7 (1.5)                                 | 7.2 (2.8)                                 | 34.4 (13.5)                               |
| Số ngày giáng thủy trung bình (≥ 1.0 mm)  | 7                                         | 7                                         | 7                                         | 8                                         | 9                                         | 10                                        | 7                                         | 6                                         | 6                                         | 5                                         | 8                                         | 9                                         | 89                                        |
| Độ ẩm tương đối trung bình (%)            | 90                                        | 86                                        | 79                                        | 73                                        | 73                                        | 74                                        | 73                                        | 75                                        | 76                                        | 81                                        | 85                                        | 89                                        | 80                                        |
| Số giờ nắng trung bình tháng              | 72.1                                      | 92.2                                      | 155.4                                     | 186.4                                     | 242.4                                     | 262.3                                     | 300.6                                     | 280.2                                     | 217.5                                     | 177.3                                     | 86.4                                      | 56.9                                      | 2.129,7                                   |
| Nguồn 1:                                  |                                           |                                           |                                           |                                           |                                           |                                           |                                           |                                           |                                           |                                           |                                           |                                           |                                           |
| Nguồn 2:                                  |                                           |                                           |                                           |                                           |                                           |                                           |                                           |                                           |                                           |                                           |                                           |                                           |                                           |